# Hemmo (ö i Kuopio)
Hemmo är en ö i Finland. Den ligger i sjön Kallavesi (norra delen) och i kommunen Kuopio i den ekonomiska regionen  Kuopio ekonomiska region  och landskapet Norra Savolax, i den centrala delen av landet, 300 km norr om huvudstaden Helsingfors. Öns area är 1,4 hektar och dess största längd är 170 meter i sydväst-nordöstlig riktning.